# Істон (Пенсільванія)
Істон (англ. Easton) — місто (англ. city) в США, в окрузі Нортгемптон штату Пенсільванія. Населення — 28 127 осіб (2020).

## Географія
Істон розташований за координатами 40°41′9″ пн. ш. 75°13′7″ зх. д. / 40.68583° пн. ш. 75.21861° зх. д. (40.685971, -75.218548). За даними Бюро перепису населення США в 2010 році місто мало площу 12,14 км², з яких 10,55 км² — суходіл та 1,60 км² — водойми.

### Клімат
| Клімат : Істон           | Клімат : Істон | Клімат : Істон | Клімат : Істон | Клімат : Істон | Клімат : Істон | Клімат : Істон | Клімат : Істон | Клімат : Істон | Клімат : Істон | Клімат : Істон | Клімат : Істон | Клімат : Істон | Клімат : Істон |
| Показник                 | Січ.           | Лют.           | Бер.           | Квіт.          | Трав.          | Черв.          | Лип.           | Серп.          | Вер.           | Жовт.          | Лист.          | Груд.          | Рік            |
| Абсолютний максимум, °C  | 18,9           | 21,7           | 29,4           | 33,9           | 34,4           | 35,6           | 38,3           | 37,8           | 36,7           | 32,8           | 26,7           | 22,8           | 38,3           |
| Середній максимум, °C    | 2,2            | 4,4            | 9,4            | 16,1           | 22,2           | 26,7           | 28,9           | 27,8           | 23,9           | 17,8           | 11,7           | 5,0            | 16,4           |
| Середній мінімум, °C     | −7,2           | −5,6           | −1,7           | 3,9            | 8,9            | 14,4           | 17,2           | 16,1           | 11,7           | 5,0            | 0,6            | −4,4           | 5,0            |
| Абсолютний мінімум, °C   | −27,2          | −22,2          | −17,2          | −8,9           | −1,1           | 3,9            | 7,2            | 5,0            | 1,1            | −6,1           | −11,1          | −20            | −27,2          |
| Норма опадів, мм         | 89             | 68             | 92             | 100            | 109            | 107            | 113            | 93             | 109            | 90             | 92             | 84             | 1147           |
| ------------------------ | -------------- | -------------- | -------------- | -------------- | -------------- | -------------- | -------------- | -------------- | -------------- | -------------- | -------------- | -------------- | -------------- |
| Джерело: Weather Channel |                |                |                |                |                |                |                |                |                |                |                |                |                |

## Демографія
Згідно з переписом 2010 року, у місті мешкало 26 800 осіб у 9307 домогосподарствах у складі 5569 родин. Густота населення становила 2207 осіб/км². Було 10356 помешкань (853/км²).
Расовий склад населення:
| - 67,2 % — білих - 16,8 % — чорних або афроамериканців - 2,4 % — азіатів - 0,4 % — корінних американців - 0,1 % — вихідців з тихоокеанських островів - 8,3 % — осіб інших рас |

До двох чи більше рас належало 4,9 %. Частка іспаномовних становила 19,9 % від усіх жителів.
За віковим діапазоном населення розподілялося таким чином: 22,4 % — особи молодші 18 років, 67,3 % — особи у віці 18—64 років, 10,3 % — особи у віці 65 років та старші. Медіана віку мешканця становила 31,9 року. На 100 осіб жіночої статі у місті припадало 101,5 чоловіків; на 100 жінок у віці від 18 років та старших — 100,8 чоловіків також старших 18 років.
Середній дохід на одне домашнє господарство становив 53 073 долари США (медіана — 40 575), а середній дохід на одну сім'ю — 61 950 доларів (медіана — 46 709). Медіана доходів становила 39 664 долари для чоловіків та 32 567 доларів для жінок. За межею бідності перебувало 22,3 % осіб, у тому числі 33,1 % дітей у віці до 18 років та 11,1 % осіб у віці 65 років та старших.
Цивільне працевлаштоване населення становило 11 233 особи. Основні галузі зайнятості: освіта, охорона здоров'я та соціальна допомога — 23,1 %, виробництво — 18,2 %, роздрібна торгівля — 10,6 %, мистецтво, розваги та відпочинок — 10,6 %.

## Уродженці
- Леонард Ленс (* 1952) — американський політик.